# Національний слов'янський музей
Національний слов'янський музей (англ. The National Slavic Museum) — це музей, присвячений документації слов'янської спадщини Балтимору, включаючи білоруську, польську, болгарську, карпато-русинську, хорватську, чеську, лемківську, моравську, російську, сербську, словацьку, словацьку та українську спадщини. Розташований у Фелл-Пойнт, Балтимор, Меріленд, США.